# جو وان فلیت
 جو وان فلیت (انگلیسی: Jo Van Fleet؛ زادهٔ ۳۰ دسامبر ۱۹۱۵ – ۱۰ ژوئن ۱۹۹۶) یک بازیگر اهل ایالات متحده آمریکا بود.

## فیلم‌شناسی
از فیلم‌ها یا برنامه‌های تلویزیونی که وی در آن نقش داشته است می‌توان به شرق بهشت (۱۹۵۵)، فردا گریه می‌کنم (۱۹۵۵) اشاره کرد.